# Patrice Désilets
Patrice Désilets é um designer de jogos franco-canadense, conhecido pelo seu trabalho como diretor criativo nos jogos eletrônicos de ação-aventura da Ubisoft Montreal, Assassin's Creed e Assassin's Creed II.

## Jogos creditados
- Ancestors: The Humankind Odyssey (2019)
- Assassin's Creed Brotherhood
- Assassin's Creed II (2009)
- Assassin's Creed (Director's Cut Edition) (2008)
- Metal Gear Solid 4: Guns of the Patriots (2008)
- Assassin's Creed (2007)
- Prince of Persia: Special Edition (2003)
- Prince of Persia: The Sands of Time (2003)
- Disney's Donald Duck: Goin' Quackers (2000)
- Hype: The Time Quest (1999)